# Tepláky (píseň)
„Tepláky“ je skladba od české hudební skupiny Nightwork. Píseň se objevila na albu skupiny pojmenovaném Tepláky aneb kroky Františka Soukupa, na kterém zaujímala desátou pozici. Při vyhlašování cen Anděl za rok 2010 získala skupina za tuto píseň druhé místo v kategorii „Skladba roku“ a první místo v kategorii hodnotící videoklipy k písním. Celé album se pak stalo v této soutěži albem roku.